# 石田清仁
石田 清仁（いしだ きよひと、1946年11月1日 - ）は、日本の材料工学者。学位は工学博士。東北大学名誉教授。元日本金属学会会長。本多記念賞等受賞。

## 人物・経歴
1969年東北大学工学部金属材料工学科卒業。1974年東北大学大学院工学研究科金属材料工学専攻博士課程修了、工学博士。西澤泰二研究室出身。父が大学教官で給料が安かったため、大学に残りたくないと考え、西澤の勧めで、同年大同製鋼に入社。研究開発本部配属。1979年同社星崎工場副主査。
1982年、西澤に誘われ東北大学工学部金属材料工学科助教授に着任。1990年サリー大学客員教授。1993年東北大学工学部材料物性学科教授。1997年東北大学大学院工学研究科材料物性学専攻教授。1998年東北大学未来科学技術共同研究センター教授。2001年日本学術振興会合金状態図第172委員会委員長、日本金属学会副会長。
2003年日本鉄鋼協会理事。2005年東北大学大学院工学研究科金属フロンティア工学教授。2007年日本金属学会会長。2010年定年退職、東北大学名誉教授、日本鉄鋼連盟鋼材規格三者委員会委員長。2016年豊田理化学研究所客員フェロー。APDIC（合金状態図国際委員会）副議長なども務めた。

## 受賞歴
- 物質・材料研究機構NIMS Award 2017[6]
- 本多記念賞 2017[4]
- 工業標準化事業経済産業大臣功績賞2016[4]
- 河北文化事業団河北文化賞 2015[4]
- 産学官連携功労者表彰日本学術会議会長賞 2014[4]
- 日本金属学会学会賞 2013[4]
- 日本鉄鋼協会西山賞 2013[4]
- 銅及銅合金技術研究会論文賞 2009[2]
- 発明協会東北地区文部科学大臣発明奨励賞 2009[2]
- 日本材料学会技術賞 2008[2][4]
- 本多フロンティア賞 2007[2]
- 日本本金属学会功労賞（学術部門） 2006[2][4]
- Cooper '06 Best Paper Award 2006[2]
- 文部科学省科学技術賞（研究部門） 2006[2][4]
- 日本機械学会東北支部技術研究賞 2006[2]
- 銅及銅合金技術研究会論文賞 2005[2]
- 発明協会21世紀発明奨励賞 2005[2][4]
- APDIC Best Paper Award 2005[2][4]
- International Metallographic Contest, Light Microscopy- Honorable Mention 2003
- 日本鉄鋼協会学術功績賞 2003[2][4]
- 日本金属学会谷川・ハリス賞 2002[2][4]
- 日本金属学会技術開発賞 2001[2]
- 日本金属学会技術開発賞 1999[2]
- 日本金属学会論文賞 1998[2]
- 伸銅技術研究会誌論文賞 1995[2]
- 日本金属学会功績賞 1992[2]
- 日本鉄鋼協会西山記念賞 1991[2]
- 日本鉄鋼協会俵論文賞 1986[2]